# Simona Branchetti
Simona Branchetti (Meldola, 15 de agosto de 1976) es una periodista y presentadora de televisión italiana.

## Biografía
Simona Branchetti nació el 15 de agosto de 1976 en Meldola, en la provincia de Forlì-Cesena, en la región de Emilia-Romagna (Italia).

## Carrera
Simona Branchetti se graduó en Derecho en la Universidad de Bolonia con una tesis sobre procedimiento civil. En 2002 colaboró con el diario La Voce di Forlì y otros diarios locales de Emilia-Romagna, obteniendo el certificado de periodista profesional en 2005.
Simultáneamente a los diarios, está presente en algunos programas de entretenimiento de Odeon TV, Happy Channel y TMC. En octubre de 2002 llega a Stream TV, trabajando en la redacción del programa de profundidad (Focus) Agrinews y del tg StreamNews.
De 2003 a 2007 trabajó en la redacción de Sky TG24, donde presenta el informativo del horario de la tarde junto a Marco Congiu y la columna de profundidad meteorológica Bel tempo si spera, de la que también es autora.
Desde octubre de 2007 forma parte de la redacción romana de la emisión TG5 de Canale 5. Comenzó como presentadora de la edición de la mañana y desde 2008 conduce la edición de las 13:00 horas, primero en tándem con el periodista Giuseppe Brindisi y luego en solitario desde 2009. En la redacción trata noticias y temas relacionados con el bienestar, la medicina y la salud.
En 2020 publicó su primer libro, Donne è arrivato lo smart working, editado por Edizioni Leima.
En los veranos de 2021, 2022 y 2023 presenta Morning News, un spin-off de Mattino Cinque, en Canale 5. Del 20 de diciembre de 2021 al 14 de enero de 2022 presentó Pomeriggio Cinque News, un spin-off de Pomeriggio Cinque.
En 2022 para celebrar los treinta años de historia de TG5, fue entrevistada junto con sus colegas Roberta Floris y Susanna Galeazzi en el programa Verissimo emitido en Canale 5 con la conducción de Silvia Toffanin. El 9 de octubre de 2022 fue víctima del programa Scherzi a parte, conducido por Enrico Papi. En enero de 2023 en el Campidoglio de Roma ganó el premio Antenna d'Oro per la Tivvù".

## Vida personal
Del 2008 al 2013 estuvo casada con el locutor de radio y televisión Federico Quaranta. En 2016 comenzó a salir con el abogado Carlo Longari, con quien se casó al año siguiente, solo para separarse en 2021.

## Programas de televisión
| Año           | Título                 | Cadeña    | Cadeña    |
| ------------- | ---------------------- | --------- | --------- |
| 2002          | (Focus) Agrinews       | Stream TV | Stream TV |
| 2002          | StreamNews             | Stream TV | Stream TV |
| 2003-2007     | Sky TG24               | Sky TG24  | Sky TG24  |
| 2007-presente | TG5                    | Canale 5  | Canale 5  |
| 2021-presente | Morning News           | Canale 5  | Tgcom24   |
| 2021-2022     | Pomeriggio Cinque News | Canale 5  | Tgcom24   |

## Obras
- Branchetti, Simona (2020).  Edizioni Leima, ed. Donne è arrivato lo smart working. ISBN 978-88-32290-04-2.